# 中医管理委员会
中醫管理委員會（英語：Traditional Chinese Medicine Practitioners Board, TCMPB），簡稱中醫管委會，是新加坡負責規管中醫師的法定機構，成立於2001年2月7日，上級機構為衛生部。